# Posturas sexuales

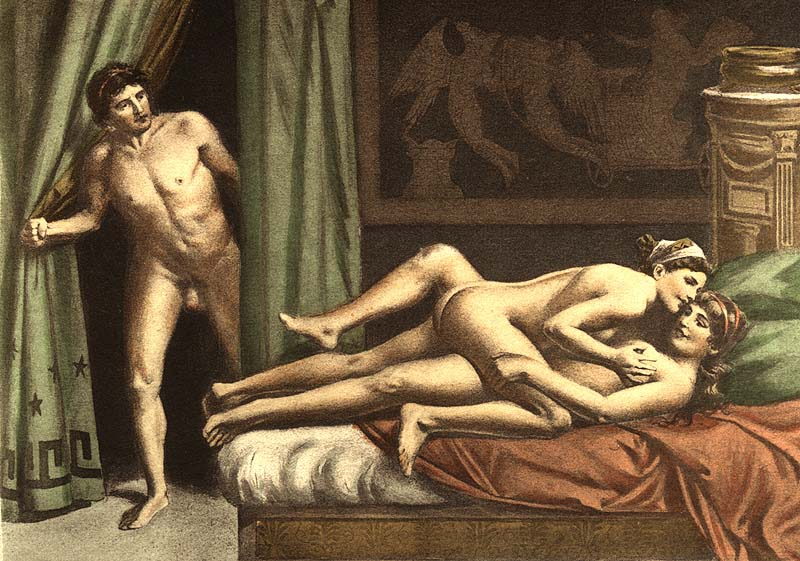
Ilustración de Édouard Henri Avril para el libro Sobre las figuras de Venus, de Friedrich Karl Forberg.

Las posturas sexuales son las formas de tener relaciones sexuales entre dos o más personas. Estas pueden darse entre personas que se identifican con distintas orientaciones sexuales y con distintas identidades de género (transgénero, travesti, transexual, mujer, varón, etcétera).   
Se practican comúnmente tres categorías amplias y superpuestas de actividad sexual: sexo vaginal, sexo anal y sexo oral (boca con genitales o boca con ano). Los actos sexuales también pueden formar parte de una cuarta categoría, el sexo manual, que consiste en estimular los genitales o el ano con los dedos o las manos. Algunos actos pueden incluir la estimulación con un dispositivo, sobre todo si es un juguete sexual. Existen numerosas posiciones sexuales que los participantes pueden adoptar en cualquiera de estos tipos de actos sexuales, y algunos autores han argumentado que el número de posiciones sexuales es prácticamente ilimitado.
Si bien una relación sexual generalmente implica la penetración de una persona por otra, las posiciones sexuales suelen implicar actividades sexuales sin penetración.

## Historia

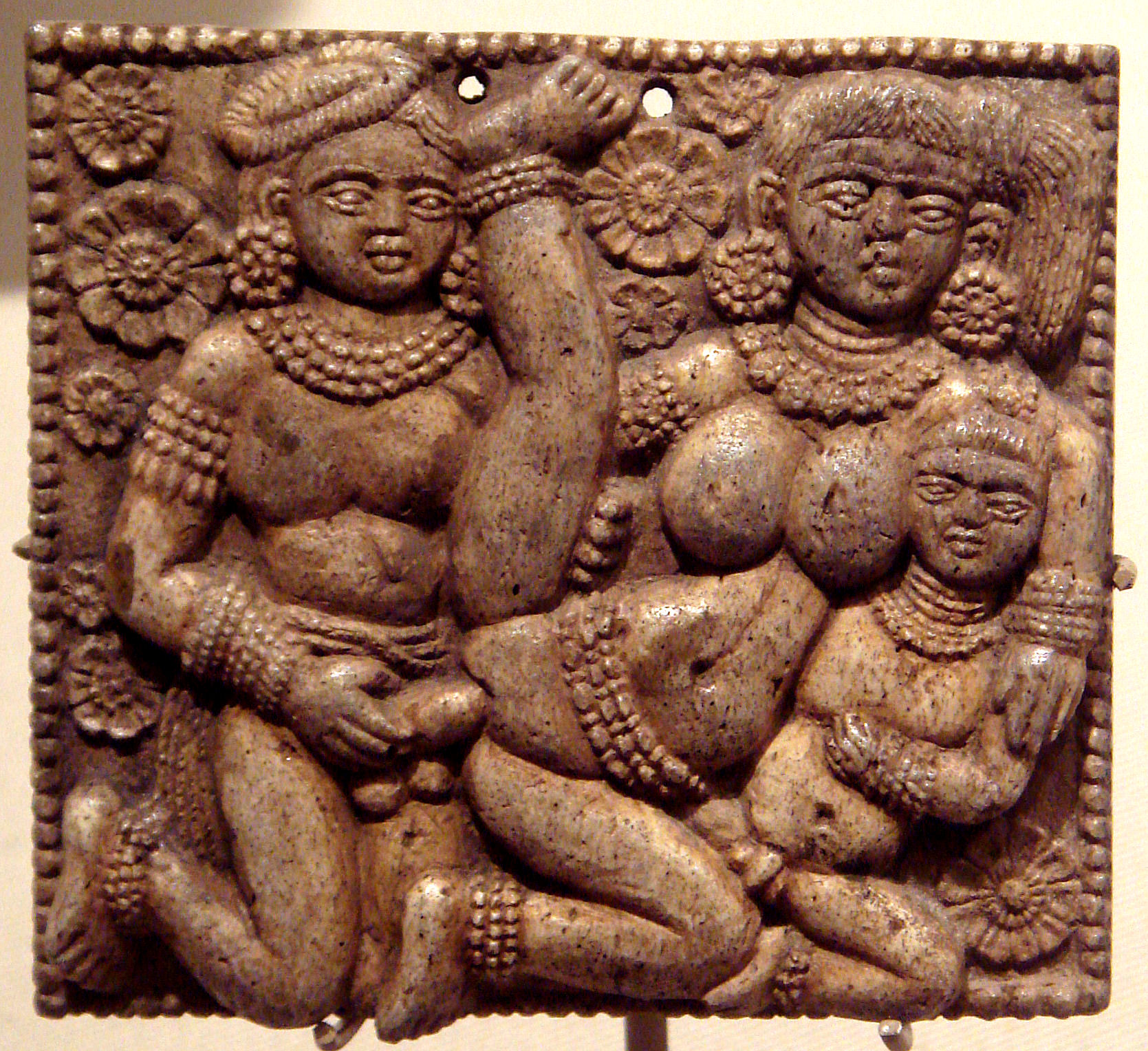
Altorrelieve con una escena amorosa del período Sunga (c.)

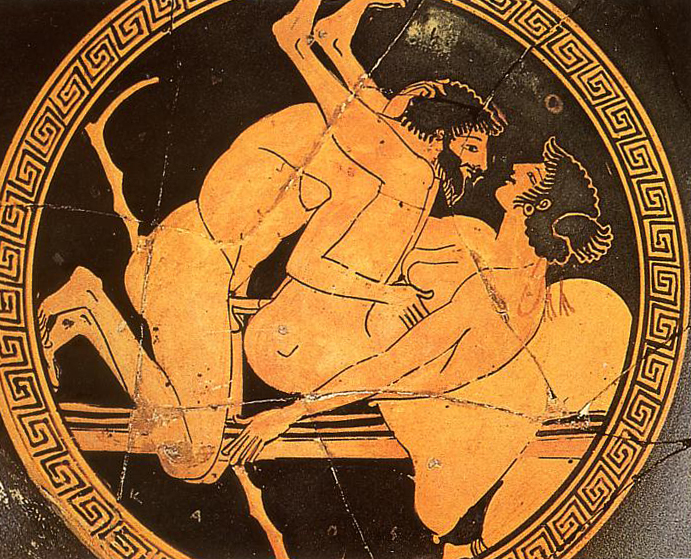
Tondo de una cílica de cerámica de figuras rojas ática hecha por el pintor de Triptólemo, c. 470 a. C., Museo Nacional de Tarquinia

La historia del uso de posturas sexuales particulares es difícil de trazar, pero evidencias de su uso aparecen en el arte erótico temprano. En pinturas y tallas rupestres provenientes del Paleolítico se encuentran ya representaciones eróticas. Por ejemplo, se han descubierto artefactos de la antigua Mesopotamia que muestran escenas de sexo heterosexual explícito. Arte glíptico del Período Dinástico Arcaico sumerio muestra frecuentemente escenas de sexo frontal en posición del misionero. Asimismo, en placas votivas mesopotámicas de comienzos del segundo milenio a. C., se encuentran escenas de hombres penetrando a mujeres por detrás mientras éstas se inclinan. Estatuillas votivas de plomo provenientes del asirio medio a menudo muestran a un hombre de pie y penetrando a la mujer mientras ella reposa sobre un altar.
Tradicionalmente los manuales sexuales presentan una guía a las posturas sexuales. Estos manuales tienen una larga historia. En la era grecorrromana, Filénide de Samos, posiblemente una hetera (cortesana) del período helenístico (siglos III-I a. C.), escribió uno. El Kama-sutra de Vatsiaiana, que se cree fue escrito entre los siglos I y VI d. C., tiene una notoria reputación como un manual de sexo. El Kama-sutra enumera y describe con precisión todas las posiciones posibles durante los encuentros íntimos. Además, otros textos han intentado explicar las mejores técnicas y posiciones sexuales, por ejemplo, el Ananga ranga o Kamaledhiplava (La barca en el mar del amor) del siglo XV, el Koka Shastra o Ratirahasya («Secretos del amor») del siglo XII o el texto árabe del siglo XV El jardín perfumado. El texto medieval europeo más antiguo dedicado a las posturas sexuales es el Speculum al foder, un texto catalán del siglo XV descubierto en la década de 1970.

## Posturas con penetración

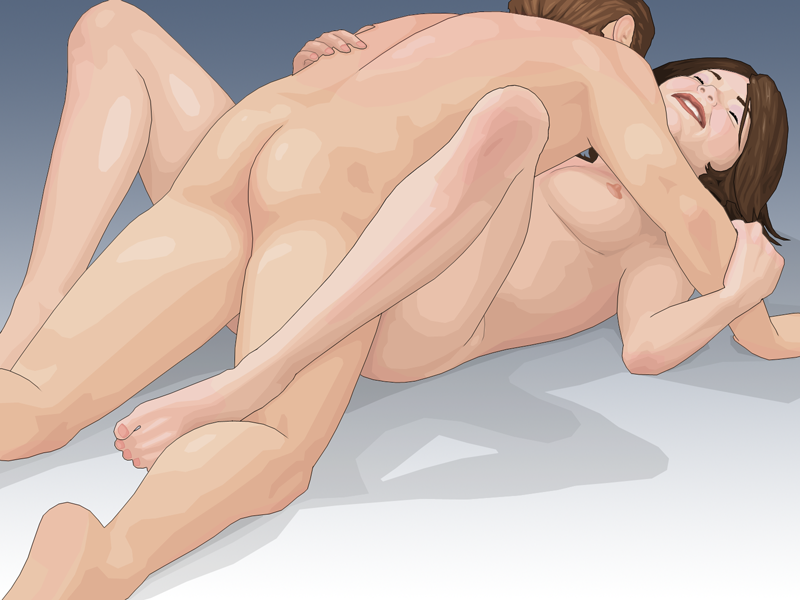
Posición del misionero.

En las posturas con penetración, un pene (o un consolador con correa) entra en una vagina o ano (a veces se incluyen en este grupo posturas en las que el pene o sustituto penetra en otra cavidad). Diferentes posturas sexuales resultan en diferencias en la profundidad y ángulo de la penetración sexual. Alfred Kinsey categorizó seis posturas primarias:  (1) hombre arriba, (2) mujer arriba, (3) lado a lado, (4) penetración desde atrás, (5) sentados y (6) de pie.

### Penetrador encima con penetración frontal
Estas posturas son normalmente de penetración vaginal, aunque algunas valen también para penetración anal. La postura básica es la del misionero. En ella la persona receptiva está tumbada sobre su espalda con las piernas abiertas. La persona que penetra se sitúa encima de la otra, encarándola.

### Penetrando desde atrás

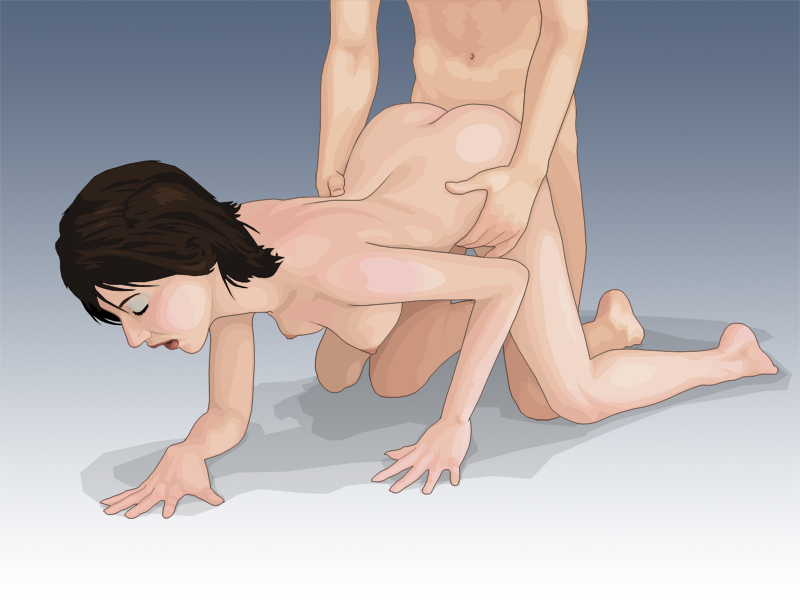
Posición del perrito o doggy style.

- Posición del perro: la persona que va a ser penetrada se apoya sobre sus cuatro extremidades con sus piernas ligeramente separadas, mientras que la persona que va a hacer la penetración se pone encima del receptor y le inserta el pene o consolador por detrás en la vagina o el ano.
- Posición de cucharita: la persona que va a ser penetrada se acuesta de costado y dobla las rodillas, mientras que la persona que va a hacer la penetración se pone en igual posición detrás, con la parte frontal de su cuerpo contra la espalda de la pareja.

### Penetrado encima
La característica de estas posturas es que la persona que penetra yace de espaldas y la pareja que es penetrada se ubica encima. La mayoría de estas posturas pueden usarse tanto para la penetración vaginal como anal. Cuando la pareja que es penetrada es una mujer, estas posiciones son a veces llamadas postura de la vaquera o de la amazona. 
- La pareja que es penetrada puede ponerse de rodillas mientras se pone a horcajadas sobre la persona que penetra, y ambos se encuentran cara a cara.
- Alternativemente, la persona que es penetrada puede asumir la misma posición pero de espaldas a la persona que penetra. Esta posición a veces es llamada «postura de la vaquera al revés» o postura inversa.
- La persona que es penetrada puede arquear su espalda hacia atrás, poniendo las manos en el suelo.
- La pareja que es penetrada puede ponerse en cuclillas (en vez de arrodillarse) de cara a la persona que penetra.
- La pareja que es penetrada puede estirar las rodillas hacia el frente contra el suelo.
- La persona que penetra se acuesta boca arriba en el borde de una mesa baja, sofá, silla o el borde de una cama, manteniendo los pies en el piso y la espalda paralela al suelo. La persona que es penetrada se hace a horcajadas sobre ellos, manteniendo también los pies en el suelo. La persona que es penetrada puede asumir varias posiciones.
- La postura de coito lateral fue recomendada por Masters y Johnson, y fue la preferida por tres cuartas partes de sus participantes heterosexuales tras haberla intentado. Esta postura requiere que el hombre se acueste de espaldas y que la mujer se incline ligeramente a un lado de manera que la pelvis de ella quede sobre la de él, pero que el peso de ella caiga a un lado de él.[5] Esta postura también se puede usar para la penetración anal, de manera que no está limitada a parejas heterosexuales.

### Sentados y de rodillas

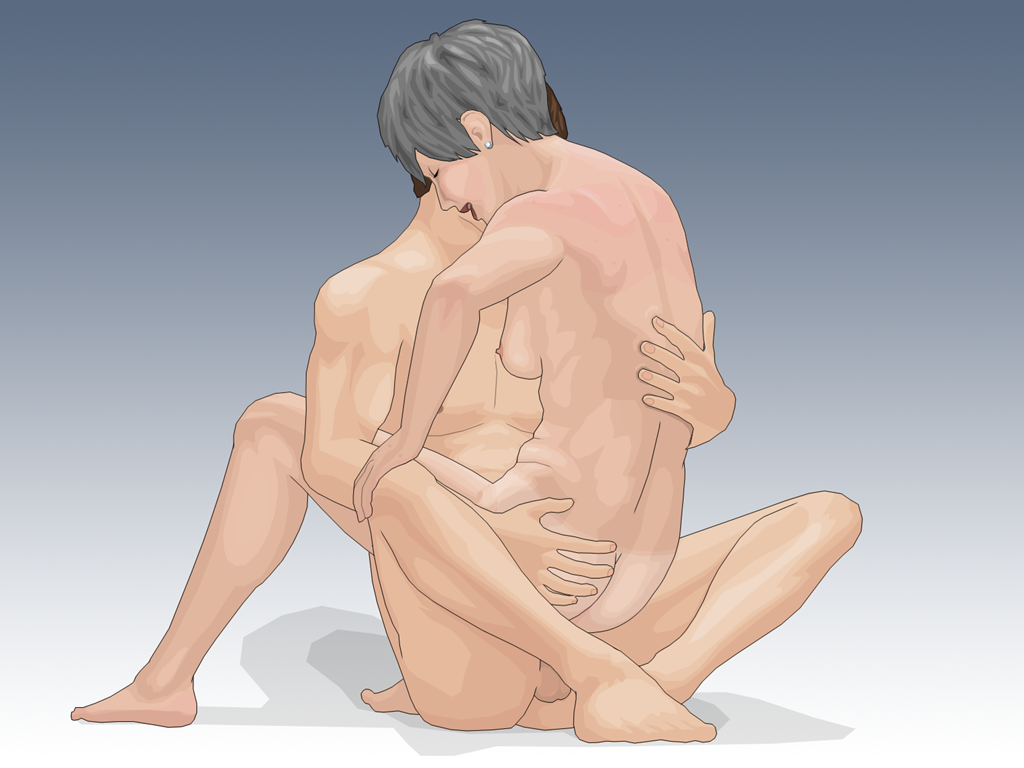
Posición sentados (específicamente, en postura de loto).

La mayoría de estas posturas pueden usarse tanto para la penetración vaginal como anal. Permiten, a su vez, una penetración bastante profunda.
- La persona que hace la penetración se sienta sobre una superficie plana, con las piernas estiradas. La pareja que recibe la penetración se sienta a horcajadas y envuelve las piernas alrededor de la otra persona. Si la pareja que penetra se sienta con las piernas cruzadas, la postura es llamada postura de flor de loto o postura de loto. Esta posición puede combinarse con caricias en zonas erógenas.
- La persona que hace la penetración se sienta en una silla. Quien recibe, se sienta a horcajadas sobre ella, cara a cara, con los pies en el suelo. Esta postura es a veces llamada baile de regazo, en tanto se parece a esta práctica común en clubes de striptease, si bien en este último caso no hay penetración. La pareja que es penetrada también puede sentarse de espaldas a la otra persona.
- La persona que hace la penetración se sienta en un sofá o sillón. La otra persona se sienta en el regazo de aquella, perpendicular a la pareja, con la espalda contra los brazos del sillón.
- La pareja que penetra se arrodilla, mientras que la otra persona se acuesta boca arriba, poniendo los tobillos en cada uno de los hombros de la pareja.[6]

### De pie

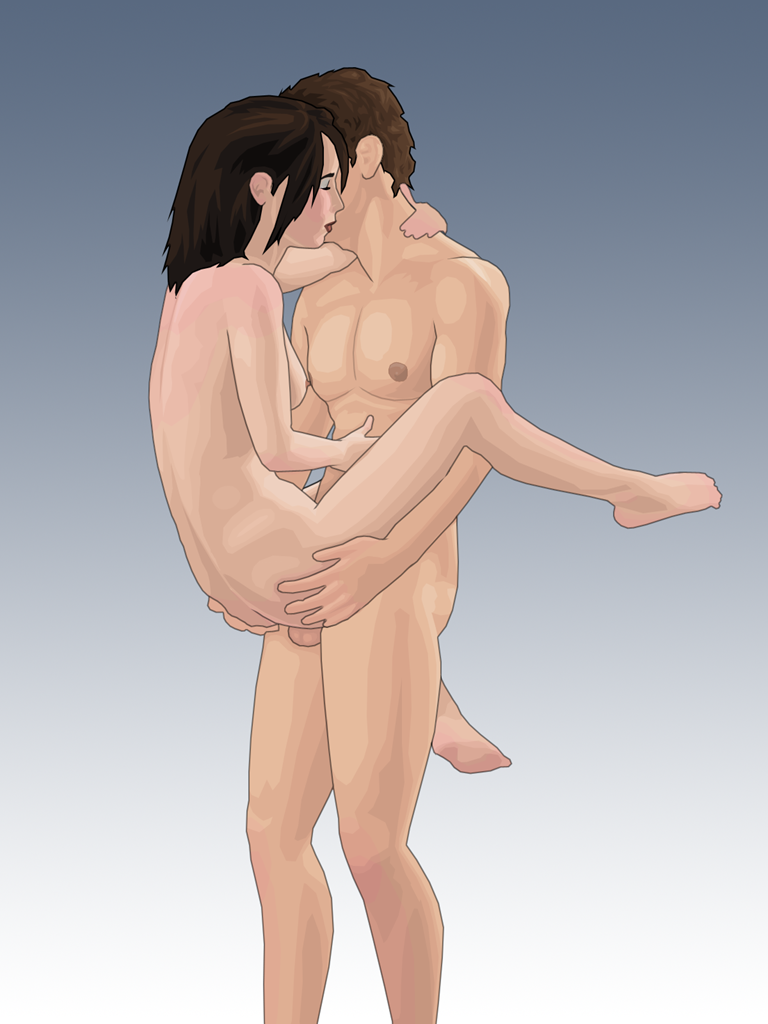
Posición de pie.

En la postura de base, ambos miembros del coito se dan la cara. También hay múltiples variantes, de espaldas, apoyándose la persona penetrada contra la pared o doblando la espalda y apoyando los codos en una mesa. La mayoría de estas posiciones pueden usarse tanto para la penetración vaginal como anal. Las siguientes variantes son posibles:
- En la posición de pie básica, ambas personas están de pie y cara a cara mientras tienen sexo vaginal. Cuando hay diferencias de estatura, la persona más baja puede, por ejemplo, pararse en una silla o usar zapatos de tacón. Para mantener un ritmo sólido se recomienda que la mujer tenga la espalda contra una pared. Sin tal soporte, el Kama-sutra llama a esta posición coito suspendido.[7] Esta posutra se usa con mayor frecuencia en lugares verticales, tales como una pared en un cuarto o una ducha.
- La persona que penetra está de pie, mientras que la persona que es penetrada envuelve sus brazos alrededor de su cuello y las piernas alrededor de sus cintura, exponiendo así la vagina o el ano al pene del hombre. Como en el caso anterior, esta posición se facilita cuando hay un objeto sólido tras la persona que es peentrada. Para asumir esta postura, puede ser más fácil empezar con la persona penetrada acostándose de espaldas al borde de una cama, de manera que la persona que penetra pone los codos bajo las rodillas de la pareja, la penetra, y luego la alza mientras se pone de pie. En Japón, esta postura es llamada coloquialmente Ekiben, en honor a una caja de bentō que se vende en estaciones de tren.[8]
- Otra alternativa es que la persona que es penetrada esté de espaldas hacia su pareja, lo que permite el sexo anal. Esta postura puede variar dependiendo de la diferentes posiciones que asuma la persona que es penetrada. Por ejemplo, podría inclinar la cintura, apoyoando las manos o los codos en una mesa.

### Posturas específicas para el coito anal

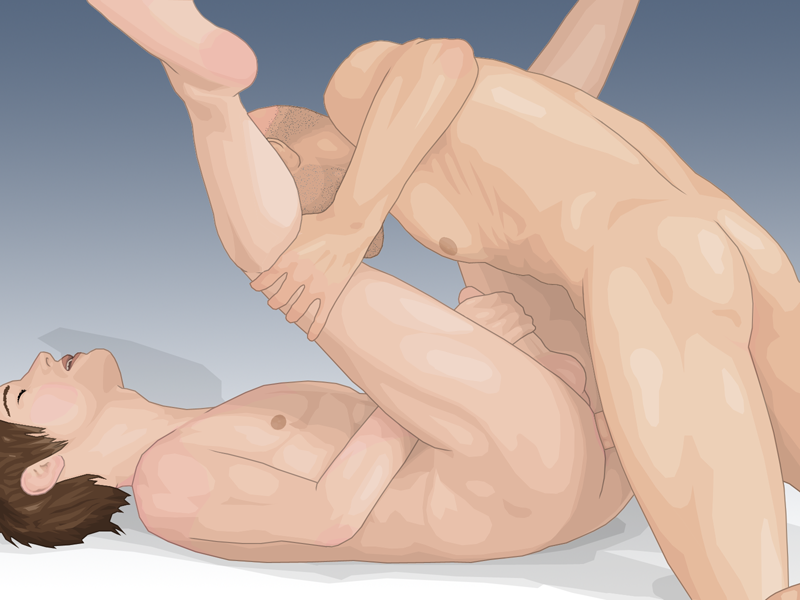
Sexo anal entre dos hombres en la postura del misionero

El coito anal se conoce en el argot sexual de algunos países como «griego». Las siguientes posturas pueden usarse para la penetración anal:
- La penetración desde la postura de perro maximiza la profundidad de la penetración, pero puede aumentar el riesgo de ejercer presión contra el sigmoideo. Si la persona que es penetrada es un varón, esto aumenta las probabilidades de estimular la próstata. La persona que penetra tiene el control del ritmo de los empellones. Una variación es la postura de leapfrog  (pídola), en la que la pareja que recibe inclina el torso hacia abajo, en ocasiones poniendo la cara contra la superficie. Otra posibilidad es que la persona que es penetrada se acueste completamente boca abajo, mientras que la persona que penetra pone las piernas a horcajadas a cada lado de sus muslos.
- En posturas de misionero, para lograr una alineación óptima, las piernas de la pareja que penetra deben estar en el aire con las rodillas hacia el pecho. Suele ser útil usar alguna forma de apoyo (p. ej., un cojín) bajo las caderas de la persona que es penetrada. La persona que penetra se ubica entra las piernas de la pareja. Esta persona es la que controla el ritmo de cada penetración. Esta postura es a menudo recomendada para principiantes, en tanto les permite relajarse mucho más que en la típica posición de perro.
- La posición de cucharita permiete a la persona que es penetrada controlar la penetración inicial y la profundidad, velocidad y fuerza de cada penetración posterior.
- La posición de misionero inverso permite a la persona penetrada más control sobre la profundidad, ritmo y velocidad de la penetración. Más específicamente, la pareja que es penetrada puede dejar que su ano resbale lentamente sobre la pareja que penetra, lo que le da tiempo para que se relajen sus músculos.

### Posiciones durante el embarazo
Para evitar daños al embrión o feto y a los órganos de la mujer que lo nutre y protege, se recomiendan posturas en las que se apoye poco o nada sobre el vientre de la mujer gestante o en las que se restrinja la penetración. Algunas de las siguientes posiciones son populares para el sexo durante el embarazo:
- Mujer arriba: Quita la presión del abdomen de la mujer y le permite controlar la profundidad y ritmo de la penetración.
- Mujer boca arriba: Similar a la postura del misionero, pero con menos presión sobre el abdomen o el útero. La mujer se acuesta bocaa arriba y levanta las rodillas hacia su pecho. Su pareja se arrodilla entre sus piernas y la penetra desde el frente. Una almohada se coloca bajo su cadera para mejorar la comodidad.
- De lado: Mantiene la presión lejos de su vientre a la vez que ofrece soporte a su útero.
- En cucharita: Es una posición muy popular en tanto puede usarse durante los últimos meses del embarazo. En tanto permite una penetración superficial, disminuye la presión sobre el abdomen.
- Sentados: La mujer se sienta a horcajadas sobre su pareja que está sentada. Le permite a la mujer controlar la profundidad de penetración a la vez que baja la presión sobre su vientre.
- Desde atrás: le permite a la mujer tener soporte para su vientre y senos.

### Posturas menos comunes

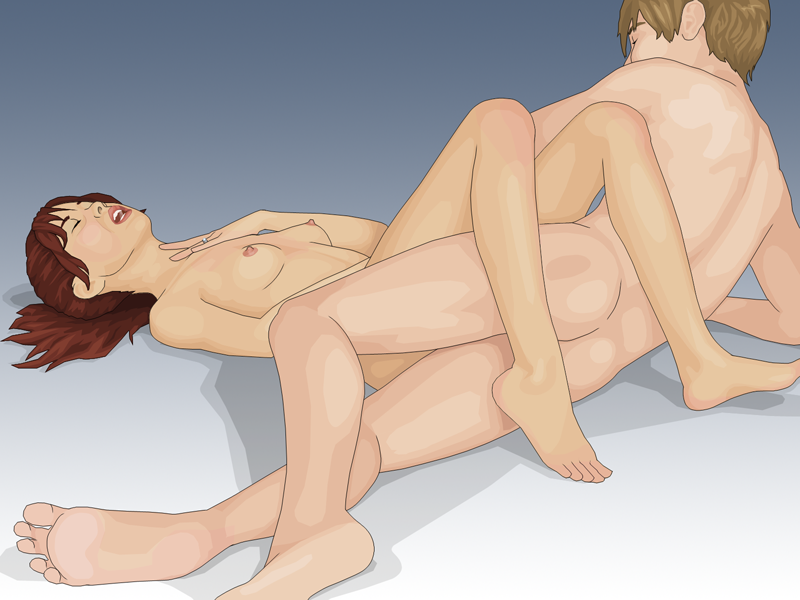
Postura en T.

Esta categoría incluye posturas sexuales innovadoras y no tan conocidas o practicadas como las antes mencionadas.
- La pareja que es penetrada yace boca arriba con las rodillas recogidas y las piernas separadas. La persona que penetra se acuesta de lado perpendicular a su pareja, ubicando sus caderas bajo el arco formado por las piernas de la persona penetrada. Esta posutra es a vece llamada la postura de la T.[10]

- Las piernas de la persona que es penetrada están juntas y giradas hacia un lado mientras se acuesta boca arriba. La persona que penetra se arrodilla con las piernas separadas tras las caderas de su pareja.[11]
- La Séptima postura de la traducción de Burton de El jardín perfumado es una postura inusual no descrita en otros manuales de sexo.[12]  La pareja que es penetrada se acuesta de costado. Su pareja se acuesta frente a ella, rodeando con sus piernas la pierna inferior de la otra persona, mientras levanta la pierna superior de su pareja hasta que quede sobre la fosa del codo de su brazo o sobre su hombro. Si bien algunos describen a esta postura como hecha «para acróbatas» y no piden que no se tome en serio,[13] otros afirman encontrarla muy cómoda particularmente durante el embarazo.
- La postura llamada en inglés piledriver (lit., martinete o hincador de pilotes) es una postura difícil que puede verse ocasionalmente en videos pornográficos. Es descrita de maneras diferentes en diferentes fuentes. En un contexto heterosexual, la mujer yace de espaldas y luego levanta las caderas tanto como pueda, de manera que su pareja, de pie, pueda penetrarla vaginal o analmente. La postura pone cosniderable presión en el cuello de la mujer, de manera que se requieren cojines firmas para darle soporte
- La persona penetrada se acuesta boca abajo al borde de una cama con las piernas separadas y elevadas, paralela al suelo, mientras que quien penetra se para atrás, sosteniendo ambas piernas.
- La postura llamada en inglés rusty bike pump (lit., bomba de bicicleta oxidada) es similar a la postura piledriver, pero la persona penetrada se acuesta boca abajo, de manera que la penetración se logra en un ángulo descendente.

#### Otras
- La persona penetrada se acuesta boca arriba mientras que su pareja se acuesta perpendicularmente sobre ella.
- La persona que penetra se acuesta boca arriba con las piernas separadas. La pareja que es penetrada se acuesta también boca arriba encima de quien penetra, con las piernas separadas.
- Ambas personas se acuestan de espaldas pero en direcciones opuestas. Cada uno coloca una pierna en el hombro del otro y la otra pierna se deja ligeramente al lado.

## Posturas con contacto genital mutuo sin penetración
Estas prácticas se pueden llevar a cabo como preparación para la penetración o en vez de esta. La práctica de la frotación pene-vulva, no tiene nombre específico.

### Frot

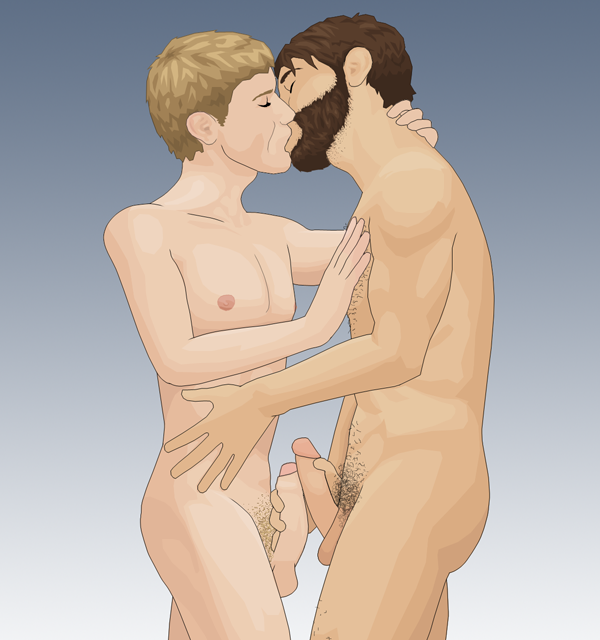
Frot.

El frot consiste en frotar un pene erecto contra otro.

### Tribadismo

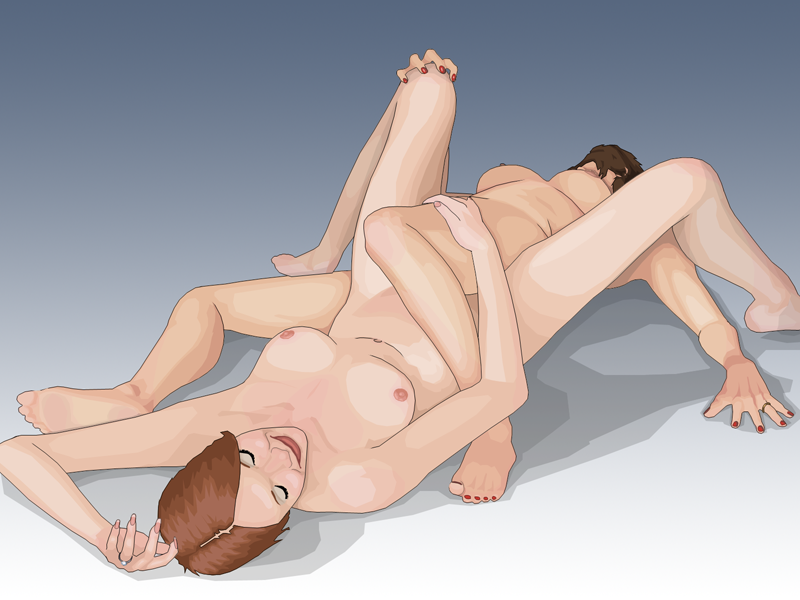
Tribadismo.

En el tribadismo se frotan y restriegan una vulva contra otra.

## Posturas de sexo oral
Se denomina sexo oral a la estimulación genital con la boca.

### Felación

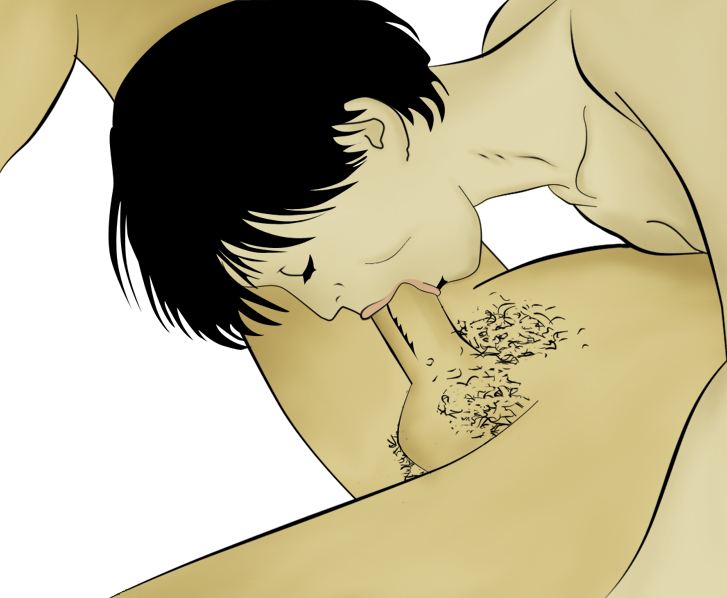
Felación.

La felación consiste en la estimulación del pene con la boca.
Las posiciones posibles:
- La persona que va recibir la felación se recuesta sobre su espalda mientras que la persona que la realiza se arrodilla entre sus piernas.
- La persona que va recibir la felación se recuesta sobre su espalda mientras que la persona que la realiza se acerca por el lado de sus piernas.
- La persona que va recibir la felación se sienta en una silla y la persona que la realiza se arrodilla delante de él entre sus piernas.
- La persona que va recibir la felación está de pie mientras que la persona que la realiza se arrodilla o se sienta delante de él (en una silla, en el borde de una cama, etc.) y se inclina hacia adelante.
- Gárgaras - la persona que realiza la felación se llena la boca de agua y hace gárgaras mientras la persona que va recibir la felación introduce sus testículos en esa agua.
- Mientras la persona que realiza la felación está recostada sobre su espalda, la persona que va recibirla asume la posición del misionero pero más arriba, de manera tal que el pene queda a la altura de la boca introduciéndolo por esta.
- La persona que va recibir la felación está de pie o arrodillada al borde de la cama de frente, mientras la persona que la realiza está acostada sobre su espalda, de manera tal que su cabeza cuelga al revés. La persona que va recibir la felación inserta su pene en la boca para alcanzar una penetración profunda de la garganta.
- La felación de una persona a su propio pene es conocido en la jerga popular como «Candado Chino».

### Cunnilingus
En el cunnilingus se estimula la vulva con la boca.
Las posiciones posibles:

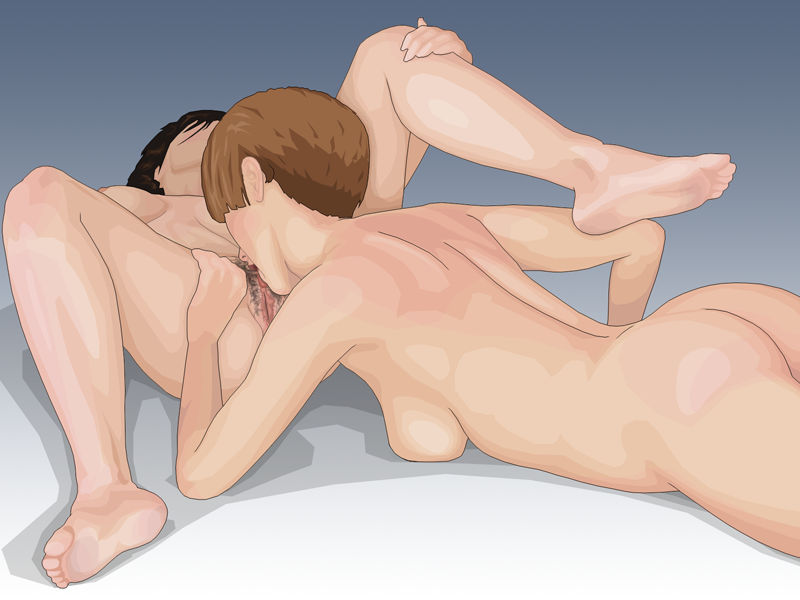
Cunnilingus.

- La persona que recibe el cunnilingus está recostada sobre su espalda como en la posición del misionero mientras la persona que lo realiza se ubica entre sus piernas.
- La persona que realiza el cunnilingus se sienta. La persona que lo recibe se para de frente y dobla sus caderas para facilitar el acercamiento.
- La persona que realiza el cunnilingus se recuesta sobre su espalda mientras que la persona que lo recibe se arrodilla con sus piernas a los lados de la cara y sus órganos genitales en su boca.
- La persona que recibe el cunnilingus está de pie, posiblemente apoyándose contra una pared mientras la persona que lo realiza se arrodilla delante de ella.
- La persona que recibe el cunnilingus se sienta en la cama con las piernas abiertas, la persona que lo realiza se arrodilla delante de ella.
- La persona que recibe el cunnilingus está al revés apoyada en las manos o sostenida por la persona que lo realiza, quien puede encontrarse de pie o de rodillas, dependiendo de la altura, por delante o detrás. Esta posición puede ser difícil de alcanzar o mantener por períodos largos, pero la acumulación de la sangre al cerebro puede alterar el efecto del estímulo.

### 69

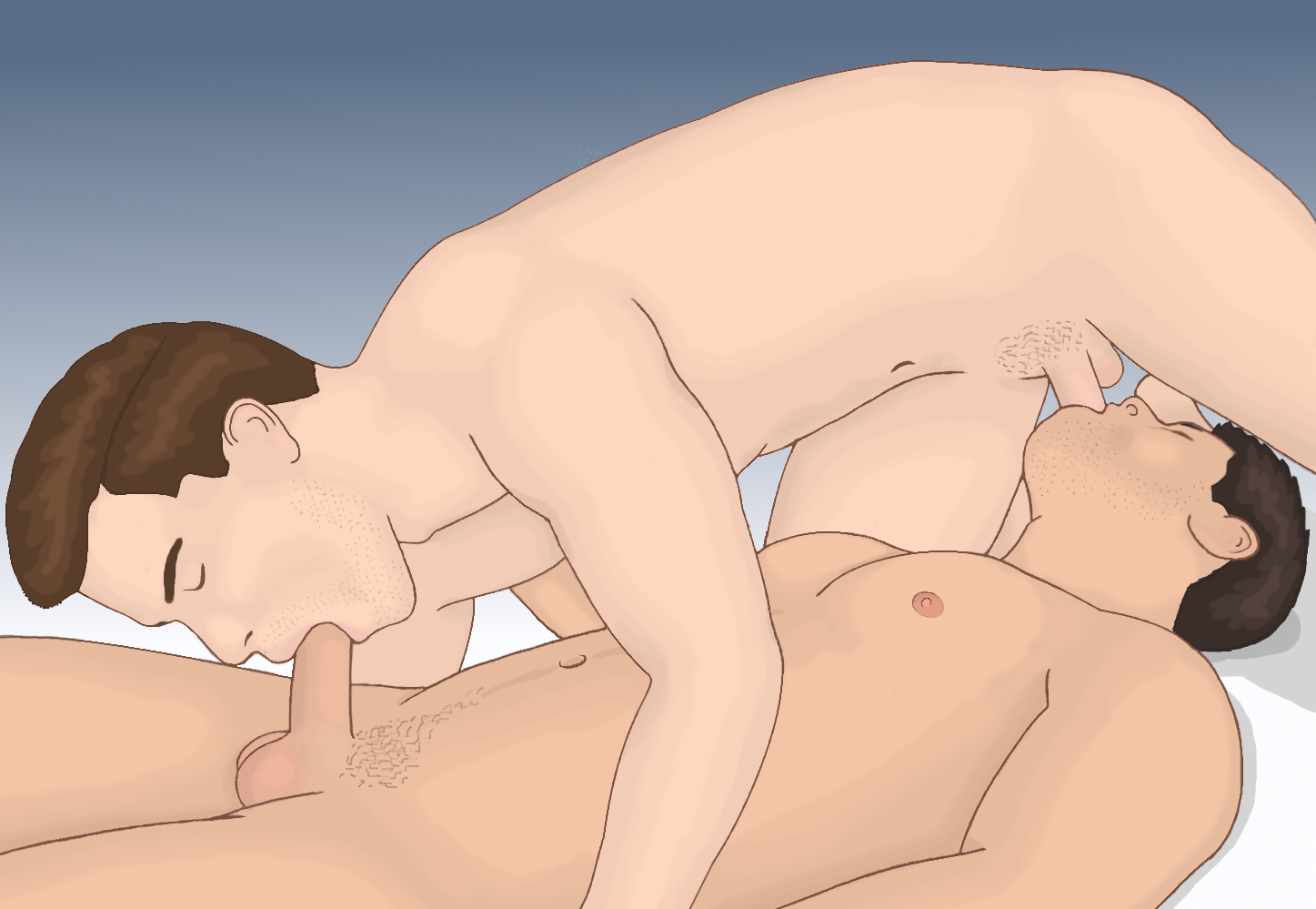
Posición de 69 entre dos hombres.

El 69 consiste en que las dos personas participantes en la relación sexual se estimulan mutuamente los genitales con la boca.

### Anilingus

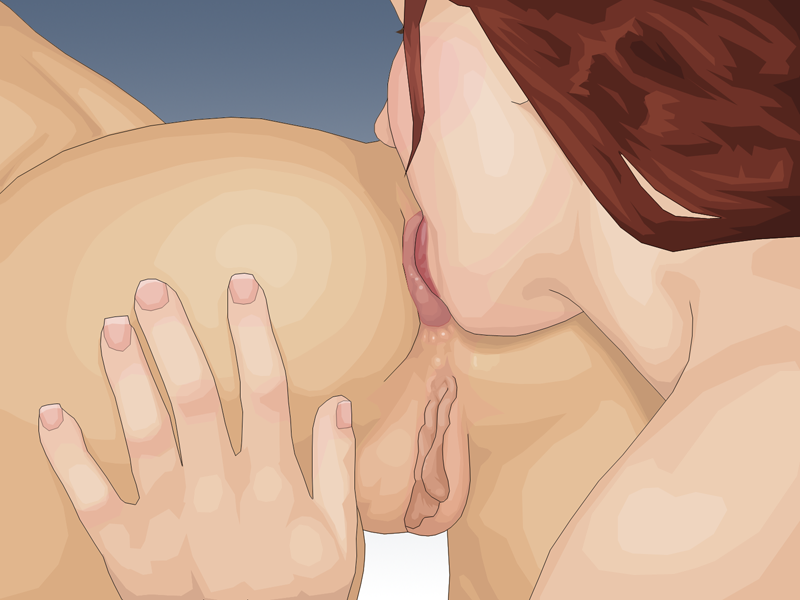
Anilingus.

Durante el anilingus se estimula el ano con la boca y la lengua. En algunos países se conoce popularmente como «beso negro».

## Otras posturas

### Sin penetración

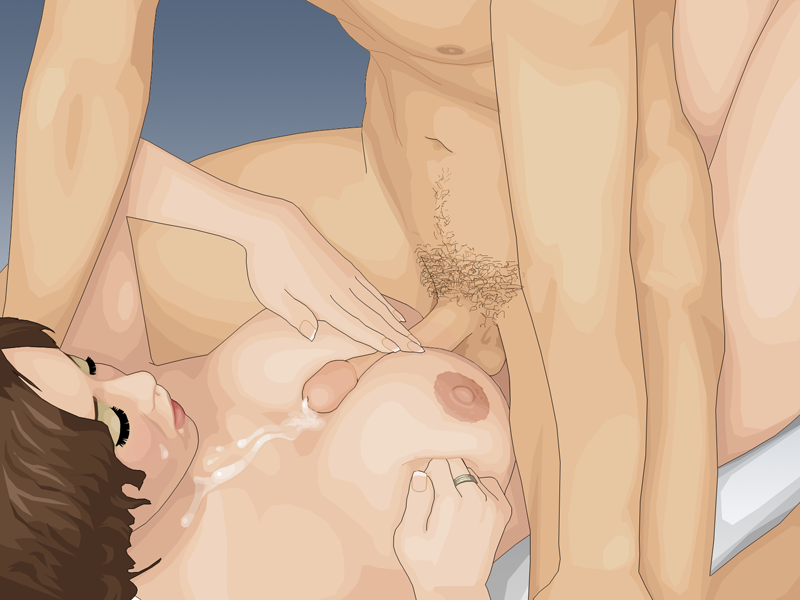
Coito intermamario.

- Coito intermamario: el pene o consolador con correa roza entre los pechos de la pareja. Esta práctica se conoce popularmente como «cubana».

### Con penetración
- Fisting: introducción parcial o total de la mano en el ano o la vagina de la pareja.
- Introducción de juguetes sexuales en la vagina o ano.

## Sexo en grupo

### Con tres participantes

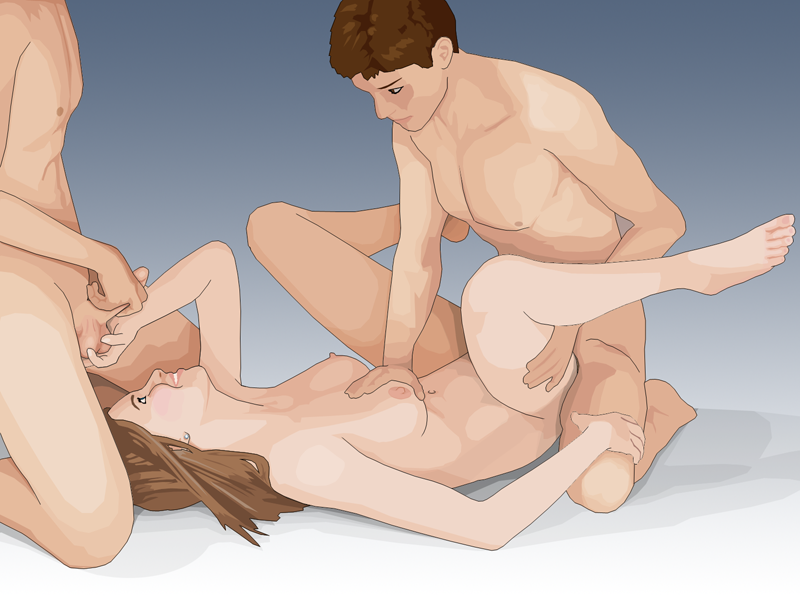
Trío entre una mujer y dos hombres.

El sexo en el que participan tres personas se suele denominar Trío. Hay varias posturas que permiten que todos los involucrados tengan contacto sexual mutuo, entre las que se incluyen las siguientes:
- Una persona hace sexo oral sobre alguno de los otros mientras sostiene sexo anal o vaginal con la otra persona.
- La posición 369 es aquella en la que dos persona hacen sexo oral en la postura del 69 mientras el tercero se ubica para penetrar a alguno de los demás. Por lo general, un hombre penetra a una mujer en postura del perrito mientras ésta está arriba de la otra en la postura del 69.[14]
- Un hombre tiene sexo vaginal o anal con otra persona mientras es penetrado simultáneamente por la otra (un hombre o una persona que use un consolador con arnés).
- Dos participantes tienen sexo en la postura de la vaquera, mientras que la tercer persona se sienta en la cara de la persona que está boca abajo. A veces se le llama postura de doble vaquera.[15][16][17]
- Las tres personas se acuestan o están de pie en paralelo, de manera que una queda entre los otros dos. Esto es llamado a veces un sándwich. Este término puede referirse a una doble penetración de una mujer (con un pene en la vagina y otro en el ano).
- Las tres personas tienen sexo oral con una pareja mientras reciben sexo oral de la otra.

#### Penetración múltiple
La penetración múltiple se refiere la penetración de una persona por varios orificios simultáneamente. Generalmente involucra entre tres y cinco participantes. La penetración se puede llevar a cabo con los dedos de las manos, los dedos de los pies, juguetes sexuales o penes. Estas posiciones son populares en la pornografía, pero es difícil contabilizar su popularidad fuera de esta.
Cuando una persona es penetrada por dos objetos, se llama genéricamente doble penetración (a veces abreviada dp). Dados los orificios de la vagina, el ano y la boca, hay varias maneras de como ésta se puede hacer. Esto incluye:
- Penetración simultánea del ano por dos penes u otros objetos. Esto se llama comúnmente penetración anal doble.
- La penetración simultánea de la vagina por dos penes u otros objetos. Esto se llama comúnmente penetración vaginal doble.
- La penetración simultánea de la vagina y el ano. Si esto se hace usando penes y/o consoladores con correa, a veces se llama el sándwich.
- La penetración simultánea de la boca y o bien la vagina o bien el ano.

### Con muchos participantes
Se suele denominar orgía a las prácticas sexuales en las que participan más de tres individuos.
Existe una postura llamada el candelabro italiano, en la cual una persona es penetrada por la vagina, ano, boca y a su vez debe realizar una estimulación de los genitales de dos personas más (una con cada mano), consiguiéndose de esta manera una postura con seis participantes.